# Piratenspinnen
Die Piratenspinnen (Pirata) sind eine Gattung aus der Familie der Wolfspinnen (Lycosidae). Die meisten Piratenspinnen-Arten sind bis zu einem Zentimeter groß und gehören damit in Mitteleuropa zu den kleinen bis mittelgroßen Wolfspinnen.

## Kennzeichen
Die Piratenspinnen-Arten besitzen typischerweise ein helles mittiges Band auf der Kopfbrust (Carapax), welches eine gabelartige Marke in einem dunkleren Ton einschließt. Bei dunkleren Formen kann dieses Muster schwer unterscheidbar sein.

## Lebensweise
Alle Piratenspinnen besiedeln feuchte Lebensräume, vor allem Ufer verschiedener Gewässer, aber auch sumpfige Wiesen und feuchte bis nasse Moosflächen. Sie sind fähig, geschickt über die Wasseroberflächen zu laufen, indem sie das durch die Oberflächenspannung geschaffene Wasserhäutchen ausnutzen. Andererseits können sie dieses Oberflächenhäutchen auch durchstechen und tauchen. Dabei nehmen sie mit dem Haarfilz des Hinterleibs Luft mit unter die Wasseroberfläche und können dadurch einige Zeit unter Wasser verweilen. So jagen sie auf der Oberfläche des Wassers von Uferregionen nach dort einfliegenden oder verunglückten Kleininsekten aber auch nach Insektenlarven, die unter der Oberfläche hängen. Unter Wasser verfolgen sie zudem Kleinkrebse und Wasserasseln, die sie jedoch außerhalb des Wassers verzehren.
Bei der Jagd orientieren sie sich visuell auf Bewegungsreize ihrer Beutetiere.
Die Arten bauen senkrechte Röhren in Moos oder weichem Untergrund, die ihnen als Rückzugsmöglichkeiten dienen. Die meiste Zeit befinden sie sich jedoch im Freien.

## Fortpflanzung
Wie bei allen Wolfspinnen webt das Weibchen einen wasserdichten Seiden-Kokon, in den sie die Eier ablegt und den sie dann ziemlich fest an den Spinnwarzen haftend mit sich trägt und verteidigt. Durch diese Form der Brutfürsorge sind die Nachkommen vor schädlichen Umwelteinflüssen und vor Feinden geschützt. Weibchen von P. piraticus exponieren den Kokon bei Sonnenschein an den Öffnungen ihrer Wohnröhren.
Nach dem Schlüpfen verbleiben die Jungen auf dem Hinterleib der Mutter und werden bis zur ersten Häutung herumgetragen. Diese Form der Brutpflege ist bei Wolfspinnen weit verbreitet.

## Ausgewählte Arten
In Europa ist die Gattung mit drei Arten vertreten. Die folgenden Arten kommen in Mitteleuropa vor:
- Pirata piraticus (Clerck, 1757)
- Pirata piscatorius (Clerck, 1757)
- Pirata tenuitarsis Simon, 1876